# Поречский сельсовет (Брестская область)
Поре́чский сельсовет (белор. Парэцкі сельсавет) — административная единица на территории Пинского района Брестской области Беларуси. Административный центр — деревня Тобулки. 
По переписи населения 2019 года сельсовет насчитывал 972 жителя.

## История
Образован 12 октября 1940 года в составе Логишинского района Пинской области БССР. Центр-деревня Поречье. С 8 января 1954 года в Брестской области. 16 июля 1954 года к сельсовету присоединена территория упраздненного Чемеринского сельсовета. 9 марта 1959 года в состав Мосевичского сельсовета перечислена деревня Твердовка. После упразднения Логишинского района 25 декабря 1962 года вошел в состав Пинского района.

## Состав
Сельсовет включает 4 населённых пункта:
- Ольшанка — деревня
- Поречье — деревня
- Тобулки — деревня
- Чемерин — деревня

## Культура
- Музей белорусской поэтессы Евгении Янищиц в деревне Поречье
- Музей «Усадьба полешука XIX века» в деревне Поречье